# Jaime Rodríguez (juez)
Jaime Rodriguez Espoz (27 de mayo de 1937, Chuquicamata) es un ex juez de la República, abogado y profesor universitario chileno que fue Ministro de la Corte Suprema de Chile. 
Actualmente prosigue sus funciones judiciales como abogado Integrante de la Excelentísima Corte Suprema.

## Estudios
Entre 1944 y 1947 realizó sus estudios básicos en el Liceo Salesiano San Juan Bosco de Santiago. Sus estudios secundarios los realizó en el Instituto Chacabuco de Los Andes (Hnos. Maristas) entre 1948 y 1953. Ingresó a la Escuela de Derecho de la Universidad Católica de Valparaíso en 1956 terminando sus estudios en 1961. Su memoria de grado, El obrero en la gran minería del cobre, fue aprobada en 1965. Se tituló de abogado el 10 de enero de 1966. En 1995 obtuvo la diplomatura de la Universidad de Valparaíso con la tesis La independencia del Poder Judicial.

## Carrera académica
- Profesor de Derecho Comercial en el Instituto Superior de Comercio de San Felipe (1969-1971).
- Profesor de Derecho Comercial en la especialidad de Contadores Públicos y Auditores de la Universidad de Magallanes (1981-1986).
- Miembro de la Hon. Junta Directiva de la Universidad de Magallanes (1988-1989).
- Presidente de la Hon. Junta Directiva de la Universidad de Magallanes (1989-1990).
- Profesor de Derecho Penal Especial en la Escuela de Investigaciones Policiales (2002.....).
- Profesor de Derecho Penal en Universidad Nacional Andrés Bello (2012- actualidad)
- Examinador de Posgrado de la Universidad de Talca (2009 - 2015).

## Carrera Judicial
- Inició sus actividades en el Poder Judicial como empleado de secretaría suplente en el 2º Juzgado del Crimen de Valparaíso, antes de titularse de abogado (1963-1966). luego fue Secretario-notario suplente del Juzgado de Letras de Putaendo (1966).Entre los años 1969-1971 fue Juez de Letras titular de Putaendo (Juzgado de departamento actual comuna).
- Juez de Letras de Cauquenes-Maule (1971-1974). Capital de provincia.
- Juez del 2º Juzgado de Letras de Punta Arenas (1974-1978). Juzgado asiento de Corte de Apelaciones.
- Fiscal de la Iltma. Corte de Apelaciones de Punta Arenas (1978-1982).
- Ministro de la Iltma. Corte de Apelaciones de Punta Arenas (1982-1990).
- Presidente de la Iltma. Corte de Apelaciones de Punta Arenas (1986-1987).
- Ministro de la Iltma. Corte de Apelaciones de Valparaíso (1990-2000).
- Presidente de la Iltma. Corte de Apelaciones de Valparaíso (1991-1992), (junio de 1998-enero de 1999) y (septiembre de 1999-abril de 2000).
- Presidente del Tribunal Calificador de Elecciones-V Región (1995-1999).
- Ministro de la Iltma. Corte de Apelaciones de Santiago (2000- 2004).
- Presidente de la Iltma. Corte de Apelaciones de Santiago (2001-2002),
- Ministro de la Excelentísima Corte Suprema de Justicia (2004-2012),
- Abogado Integrante Excma. Corte Suprema (2015-2018)

## Antecedentes Gremiales
- Miembro de la Asociación Nacional de Magistrados de Chile desde 1969.
- Presidente de la Asociación Regional de Magistrados de Magallanes (1988).
- Designado “El Mejor Juez” de Magallanes (1988).
- Socio de “Rotary Club” desde 1969 y Presidente de Rotary Club Valparaíso-Bellavista (1997-1998).
Designado “Hijo Ilustre” de la ciudad de Los Andes (2004).
Cursos y Seminarios
Entre los que cabe destacar:
- “Nulidad de Actos y Contratos”, Facultad de Derecho de la Universidad Adolfo Ibáñez (1991).
- “Curso sobre Instituciones no Codificadas del derecho Civil en Chile”, Facultad de Derecho de la Universidad Católica de Valparaíso (1991).
- “Curso sobre protección Internacional de Derechos Humanos para Jueces y Abogados”, Facultad de Derecho de la Universidad de Valparaíso (1992).
- “VII Congreso Internacional sobre Protección de los Derechos Intelectuales”, Facultad de Derecho de la Universidad de Chile (1992).
- En junio de 1989 integró una delegación de 10 magistrados chilenos invitados por el gobierno de Estados Unidos de Norteamérica para conocer el sistema judicial de ese país; y en noviembre de 1996, la delegación chilena al Seminario de Capacitación sobre el Control y Fiscalización de Estupefacientes y Sustancias Psicotrópicas, celebrado en Lima (Perú).
- Diplomado en “Curso de Actualización en Instituciones Jurídicas Fundamentales” con el trabajo “ La independencia del Poder Judicial”, Facultad de Derecho de la Universidad de Valparaíso (1995).
- Curso de Computación, organizado por la Corporación Administrativa del Poder Judicial, V Región (1997).
- “Primer Seminario Internacional sobre Prevención Control y Sanción del Lavado de Dinero”, Ministerio de Relaciones Exteriores de Chile (1998).
- Tercer Ciclo de Perfeccionamiento Profesional: Oralidad y Publicidad en el Nuevo Sistema de Justicia Penal”, Colegio de Abogados de Valparaíso A.G. (1998).
- Ciclo de Conferencias “Proceso Penal Reformado”, Facultad de Derecho de la Universidad Católica de Valparaíso (1999).
- Ha participado en los “Programas de Perfeccionamiento de los Miembros del Poder Judicial”, organizados por la Academia Judicial, en los cursos “Ley de Tráfico de Estupefacientes” (1996), “Ley de I.V.A. y Renta” (1997), “Corrupción y Delito” (1998), “Curso de Monitores para la Reforma Procesal Penal Módulo 1” (1999 aprobado); Módulo 2 (2000 aprobado); “Política Criminal y persecución Penal” (2000); Recursos en el Nuevo Proceso Penal (2001); “Los Bienes Familiares” (2002); y “Nueva Legislación sobre Delitos Sexuales” (2003).
- También ha publicado trabajos de carácter profesional, tales como:
- “Congruencia entre la acusación fiscal y la particular”, aparecido en la Revista de Derecho y Jurisprudencia y Gaceta de los tribunales (mayo-agosto de 1989), en la Revista “Gaceta Jurídica” (1988) y en Documentos del Instituto de Estudios Judiciales.
- Algunas notas sobre el Sistema Judicial de los Estados Unidos de Norteámerica”, difundido en la Revista de los Jueces (1989) y en la “Gaceta Jurídica” (1989).
- “La Independencia del Poder Judicial”, tesis presentada para obtener el diplomado en el “Curso de Actualización en instituciones Jurídicas fundamentales”, Facultad de derecho de la Universidad de Valparaíso (1995).
- “El Capitán-Abogado Arturo Prat”, divulgado en la Revista “Gaceta Jurídica” (1998).
- Es colaborador permanente de la Revista “Gaceta Jurídica”, publicada por la Editorial Jurídica ConoSur Ltda., Santiago.